# Jaroslav Rudiš
Jaroslav Rudiš (ur. 8 czerwca 1972 w Turnovie) – czeski pisarz, dziennikarz, dramaturg, scenarzysta i autor komiksów.

## Życiorys
Ukończył germanistykę i historię na Politechnice w Libercu, studiował także na Uniwersytecie Karola w Pradze. Przebywał na kilku stypendiach zagranicznych m.in. w Zurychu a w latach 2001–2002 w Berlinie - w mieście tym umieścił akcję swej debiutanckiej powieści. Pracował m.in. jako nauczyciel, sprzedawca, menedżer punkowego zespołu. W latach 1999–2006 pracował dla dziennika Právo, publikował również w czasopismach: Reflex, Přítomnost, Labyrint Revue, MfD, Denící Bohemia, Prager Zeitung, Host, Big Beng!. W latach 2008–2013 współprowadził audycję Čajovna na antenie Czeskiego Radia Vltava. Okazjonalnie występuje w filmach oraz na scenie: wraz z zespołami muzycznymi U-Bahn i The Bombers, w przedstawieniach teatralnych i kabaretowych. Mieszka w Pradze, a także w Lipsku i w miejscowości Lomnice nad Popelkou.
W 2024 roku został odznaczony Medalem Za Zasługi I stopnia.

## Twórczość
Pisarska twórczość Rudiša obejmuje wiele gatunków oraz tematów. W jego dorobku obok sztuk teatralnych, powieści i komiksów znaleźć można także teksty piosenek, pisze m.in. dla zespołów Umakart i Lety mimo. Rudiš pisze w językach czeskim i niemieckim.

### Proza
Jako prozaik debiutował w 2002 roku powieścią Niebo pod Berlinem. Główną scenerię - częściowo autobiograficznego - utworu stanowi system berlińskiego metra, bohaterami są motorniczy, ale także bezdomni oraz uliczni grajkowie. Powieść zdobyła Nagrodę Jiřího Ortena (czeska nagroda literacka dla młodych pisarzy). W 2007 roku powieść Grandhotel zdobyła nagrodę Magnesia Litera w kategorii proza.
W Polsce wydawcą książek Rudiša jest wydawnictwo Książkowe Klimaty. 
| Tytuł czeski, rok wydania               | Tytuł polski, rok wydania                             |
| --------------------------------------- | ----------------------------------------------------- |
| Nebe pod Berlínem, 2002                 | Niebo pod Berlinem, 2007                              |
| Grandhotel, 2006                        | Grandhotel, 2011 (Książkowe Klimaty)                  |
| Potichu, 2007                           | Cisza w Pradze, 2014                                  |
| Konec punku v Helsinkách, 2010          | Koniec punku w Helsinkach, 2013 (Książkowe Klimaty)   |
| Národní třída, 2013                     | Aleja Narodowa, 2016                                  |
| Český ráj, 2018                         | Czeski Raj, 2020 (Książkowe Klimaty)                  |
| Winterbergova poslední cesta, 2021      | Ostatnia podróż Winterberga, 2021 (Książkowe Klimaty) |
| Trieste Centrale, 2021                  | Trieste Centrale, 2023                                |
| Gebrauchsanweisung fürs Zugreisen, 2021 | Stacja Europa Centralna, 2023 (Książkowe Klimaty)     |

### Komiks
W latach 2003–2005 wydana została komiksowa trylogia Alois Nebel. Czarno-biały komiks powstał we współpracy z Jaromirem 99 (Jaromírem Švejdíkem), ukazał się także w Polsce. Tytułowy bohater to pracownik czeskich kolei, pochodzący z kolejarskiej rodziny. Akcja rozgrywa się na pograniczu polsko-czeskim w Sudetach, losy bohatera ukazane są na tle burzliwych wydarzeń XX wieku.
| Tytuł czeski, rok wydania | Tytuł polski, rok wydania |
| ------------------------- | ------------------------- |
| Bílý potok, 2003          | Biały potok, 2007         |
| Hlavní nádraží, 2004      | Dworzec główny, 2008      |
| Zlaté Hory, 2005          | Złote góry, 2008          |

### Dramat
Poza adaptacjami innych utworów na potrzeby teatru oraz radia, autor sam napisał także kilka sztuk teatralnych i słuchowisk radiowych. Debiutanckie Léto v Laponsku (premiera 2005 w Slováckém divadle w Uherském Hradišti), które napisał razem z Petrem Pýchou, zdobyło Nagrodę Alfreda Radoka (czes. Cena Alfréda Radoka, 2. miejsce) oraz Nagrodę Czeskiego Radia. We współpracy z Pýchou powstała także sztuka Strange Love (2007) oraz słuchowisko Salcburský guláš (2009). W 2007 roku z Martinem Beckerem Rudiš napisał słuchowisko pt.: Lost in Praha dla niemieckiego radia WDR w Kolonii.
- Léto v Laponsku (2006)[18]
- Strange Love (2007)[18]
- Lost in Praha (2007)[18]

### Adaptacje i ekranizacje
Utwory Rudiša doczekały się ekranizacji. W 2005 powstała filmowa adaptacja krótkometrażowa Nieba pod Berlinem. W 2011 na ekrany kin wszedł animowany film pt.: Alois Nebel wyreżyserowany przez Tomáša Luňáka, który zdobył w 2012 roku Europejską Nagrodę Filmową w kategorii Najlepszy Film Animowany. W 2006 David Ondříček zrealizował film pt.: Grandhotel, scenariusz filmu napisał sam Rudiš, historia opisana w książce powstała na potrzeby filmu.
W 2003 roku Czeskie Radio Olomouc przygotowało słuchowisko na podstawie debiutanckiego Nieba pod Berlinem, w roku 2005 było ono nadawane także w Niemczech. Na podstawie komiksów o Aloisie Nebelu powstała sztuka teatralna wystawiana w Činoherním studio Ústí nad Labem (2005) a na jej podstawie słuchowisko przygotowane przez Czeskie Radio Ostrava (2004). Również radiowej interpretacji doczekała się gra Léto v Laponsku.